# Curt Kraatz
Pour les articles homonymes, voir Kraatz.
Curt Kraatz (Berlin, 12 novembre 1856 - Wiesbaden, 30 avril 1925), est un dramaturge et écrivain allemand.

## Biographie
Il suit l'école à Danzig et à Konigsberg puis étudie la pharmacie à l'université de Berlin. Devenu pharmacien, il se lance dans l'écriture de pièces de théâtre et devient acteur dès 1883. Ses premiers engagements ont lieu à Gorlitz et Francfort-sur-l'Oder.
On lui doit des comédies et des opérettes dont certaines, telles Der Hochtourist, ont été reprises longtemps après sa mort. Der Hochtourist (1961) (de) a été créée au cinéma en 1961 par Willy Millowitsch (de).

## Œuvres
- Are You a Mason?, farce en trois actes, avec Leo Ditrichstein (en) et Carl Laufs (de), 1901
- Liebes-Manöver, comédie en trois actes, 1903
- Olympische Spiele, comédie-dramatique en trois actes, avec Max Neal (de), 1907
- So'n Windhund!, drame en trois actes, 1912
- Inkognito, opérette en trois actes, avec Rudolf Nelson, 1918
- Die Logenbrüder, drame en trois actes, avec Laufs, 1925
- Der Hochtourist, drame en trois actes, posthume, 1934